# Wespe (motorfiets)
Wespe is een Oostenrijks historisch merk van motorfietsen.
Deze werden gemaakt door Thos. G. Harbourn in Wenen in 1937 en 1938. 
Oorspronkelijk was dit de Oostenrijkse importeur van Triumph en Villiers. Ook de 123cc-Wespe had een Villiers-blokje, maar door de oorlogsdreiging in die tijd werden er maar weinig gemaakt.